# Estación de La Puebla de Híjar
La Puebla de Híjar es una estación ferroviaria situada en el municipio español homónimo, en la provincia de Teruel, comunidad autónoma de Aragón. Dispone de servicios de Media Distancia.

## Situación ferroviaria
Las instalaciones se encuentran situadas en el punto kilométrico 412,6 de la línea férrea de ancho ibérico que une Miraflores con Tarragona, entre las estaciones de Azaila y de Samper, a 254 metros de altitud sobre el nivel del mar. El tramo es de vía única y está electrificado.
Antiguamente constituía la cabecera del ferrocarril del Val de Zafán, que llegaba hasta Tortosa.

## Historia
La estación fue inaugurada el 10 de junio de 1879 con la apertura del tramo La Zaida - La Puebla de Híjar de la línea férrea que unía Zaragoza con Val de Zafán por parte de una pequeña compañía fundada en 1869 que respondía al nombre de Ferrocarril de Zaragoza a Escatrón y Val de Zafan a las Minas de la cuenca minera de Gargallo-Utrillas. En 1881 la línea que también era conocida como el Ferrocarril del Mediterráneo fue adquirida por la Compañía de los Ferrocarriles Directos de Madrid y Zaragoza a Barcelona, la cual fue absorbida por MZA en 1894 con el propósito de conectar en Zaragoza su línea desde Barcelona por Tarragona con la que venía de Madrid. Esta última gestionó la estación hasta que en 1941, la nacionalización del ferrocarril en España supuso la integración de MZA en la recién creada RENFE. Desde el 31 de diciembre de 2004 Renfe Operadora explota la línea mientras que Adif es la titular de las instalaciones ferroviarias.

## La estación
El edificio para viajeros, al que se accede subiendo una pequeña escalinata se compone por un cuerpo central formado por tres pisos al que flanquean dos anexos laterales de dos pisos. En total, entre puertas y ventanas, la fachada principal muestra 23 huecos que se repiten en su otra fachada y unas proporciones sorprendentes para una estación de esta categoría. 

## Servicios ferroviarios

### Media Distancia
Renfe Operadora presta servicios de Media Distancia gracias a sus trenes Regional Exprés en los trayectos: 
| Línea MD | Trenes          | Origen/Destino                     |  | Destino/Origen                |
| -------- | --------------- | ---------------------------------- |  | ----------------------------- |
| 34       | Regional Exprés | Zaragoza-Delicias Madrid-Chamartín |  | Barcelona-Estación de Francia |
| 34       | Regional        | Zaragoza-Delicias                  |  | Mora la Nueva                 |